# Pachyotoma
Pachyotoma är ett släkte av urinsekter. Pachyotoma ingår i familjen Isotomidae.
Släktet innehåller bara arten Pachyotoma crassicauda.